# عبير خريشة
عبير خريشة (بالإنجليزية: Abeer Khreisha)‏ هي متطوعة أردنية من مواليد 1968 أو 1969، تعمل لدعم اللاجئين ونالت جائزة نانسن الإقليمية للاجئين عام 2019 عن منطقة الشرق الأوسط، التي تُقدمها المفوضية السامية للأمم المتحدة لشؤون اللاجئين للأفراد أو المُؤسسات القائمة على مُساعدة الأشخاص النازحين قسرًا من ديارهم.